# Interflug

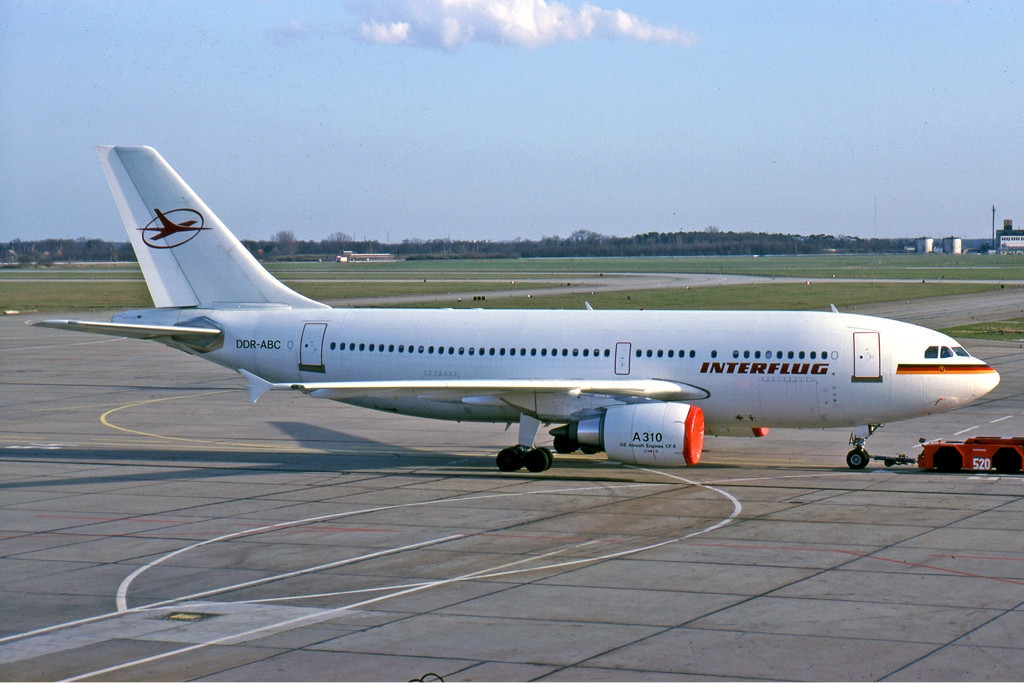
Samolot A310 w barwach linii Interflug

Interflug (niem. Interflug Gesellschaft für internationalen Flugverkehr m.b.H.) – wschodnioniemieckie państwowe linie lotnicze istniejące w latach 1958-1991. Jako jedyne państwowe przedsiębiorstwo nie było częścią Volkseigener Betrieb.

## Powstanie linii
W roku 1945, po zakończeniu II wojny światowej zlikwidowano przedwojenne niemieckie linie lotnicze o nazwie Deutsche Luft Hansa A.G. Obydwa nowo powstałe państwa niemieckie – NRD i RFN – musiały tworzyć swe linie lotnicze od podstaw. Niemcy Zachodnie już w roku 1954 wykupiły markę i logo przedwojennych linii z masy likwidacyjnej. Rok później również NRD utworzyła linie lotnicze pod tą samą nazwą. Ich działalność na Zachodzie była jednak utrudniona ze względu na bezprawne korzystanie z marki. Aby obejść ten problem w roku 1958 utworzono drugie linie lotnicze – Interflug. Początkowo obydwie spółki działały równolegle. Zdelelegalizowaną wschodnioniemiecką Lufthansę zlikwidowano dopiero w roku 1963. Jej majątek przejęła spółka Interflug.

## Flota i sieć połączeń

### Linie międzynarodowe
W pierwszych latach korzystano z radzieckich dwusilnikowych samolotów o napędzie tłokowym Ił-14. Od roku 1960 na liniach Interflug latały również czterosilnikowe samoloty Ił-18 – umożliwiały one bezpośredni lot z Berlina Wschodniego do Moskwy (przedtem konieczne było międzylądowanie w Wilnie). W roku 1968 wprowadzono dwusilnikowe samoloty odrzutowe Tu-134 – latały one na trasach krótko- i średniodystansowych. Po wprowadzeniu czterosilnikowego samolotu Ił-62 w latach siedemdziesiątych podjęto loty długodystansowe na Kubę i do Wietnamu. W połowie lat siedemdziesiątych siatka połączeń obejmowała ponadto wszystkie socjalistyczne kraje Europy, Skandynawię, Austrię, Belgię, Afrykę północną i Bliski Wschód. Do Niemiec Zachodnich nie latano, głównie ze względu na sprzeciw mocarstw zachodnich.
W latach osiemdziesiątych samoloty produkcji radzieckiej sprawiały poważne problemy. Potrzebowały bardzo dużo paliwa lotniczego, tak iż przy stale rosnących cenach loty stawały się nieopłacalne. Radzieckie samoloty długodystansowe Ił-62 nie zawsze były w stanie dolecieć na Kubę bez międzylądowania. Niekiedy warunki pogodowe zmuszały do międzylądowania w Kanadzie – niektórzy pasażerowie wykorzystywali tę okazję do ucieczki na Zachód. Ponadto samoloty produkcji radzieckiej były bardzo hałaśliwe, tak iż z czasem zaczęły przekraczać coraz bardziej restrykcyjne normy na lotniskach w krajach zachodnich. W związku z tym w roku 1989 linie Interflug zakupiły trzy samoloty A310 firmy Airbus.

### Loty krajowe i czarterowe
Na liniach krajowych latały początkowo niewielkie samoloty An-2, później zaś An-24. Ze względu na malejącą liczbę pasażerów połączenia krajowe zlikwidowano w roku 1975. Linie Interflug przeprowadzały również loty czarterowe, szczególnie dla mieszkańców Berlina Zachodniego, ale także dla własnych obywateli udających się na urlop do kurortów czarnomorskich.
| Flota linii Interflug w roku 1989 (stan na 31.12.1989) | Flota linii Interflug w roku 1989 (stan na 31.12.1989) |
| Samolot                                                | Liczba                                                 |
| ------------------------------------------------------ | ------------------------------------------------------ |
| Ił-62                                                  | 11                                                     |
| Tu-134                                                 | 18                                                     |
| Ił-18                                                  | 8                                                      |
| A 310                                                  | 3                                                      |

## Główne lotniska
- Berlin-Schönefeld – Główną bazą linii Interflug było międzynarodowe lotnisko Schönefeld koło Berlina. Znajdowało się ono poza granicami administracyjnymi miasta – wynikało to ze specjalnego statusu Berlina, którego przestrzeń powietrzna aż do zjednoczenia Niemiec zarezerwowana była dla lotnictwa mocarstw okupacyjnych ZSRR, USA, Wielkiej Brytanii i Francji (z tego samego powodu zachodnioniemiecka Lufthansa nie latała do Berlina Zachodniego). W roku 1976 powstał tam nowy terminal odpraw zaplanowany na 1.300.000 pasażerów rocznie. W przedostatnim roku istnienia NRD (1989) odprawiono tam aż 2,8 miliona pasażerów.
- Lipsk-Halle – lotnisko to odgrywało ważną rolę ze względu na międzynarodowe Targi Lipskie, które przyciągały gości również z krajów zachodnich. W roku 1988 odprawiono tam 549.000 pasażerów. Początkowo lotnisko znajdowało się na terenie miasta w dzielnicy Mockau, a od roku 1972 poza miastem w miejscowości Schkeuditz.
- Drezno – 339 000 pasażerów w roku 1987.
- Karl-Marx-Stadt-Jahnsdorf (Chemnitz) – lotnisko to miało trawiasty pas startowy, mogły na nim lądować wyłącznie samoloty Antonow An-2 latające na liniach krajowych. Zamknięto je w roku 1962, tuż przed przestawieniem lotnictwa krajowego na samoloty An-24.
- Heringsdorf – lotnisko dla lotów krajowych czynne wyłącznie w sezonie letnim.

## Wypadki lotnicze
- 14 sierpnia 1972, samolot Ił-62 (DM-SEA)[7][8] – podczas lotu na trasie Berlin - Burgas (Bułgaria) na wysokości 8.700 metrów pilot zauważył problemy ze sterem wysokości i postanowił zawrócić do Berlina. Około 30 minut od startu samolot runął na ziemię koło miejscowości Königs Wusterhausen. Zginęło 156 osób, tj. wszyscy znajdujący się na pokładzie. Przyczyną wypadku był uszkodzony przewód na gorące powietrze. Wywołał on pożar w ogonie samolotu, który tuż przed katastrofą się odłamał. Załoga nie miała szans na wylądowanie.
- 1 września 1975, maszyna Tu-134 (DM-SCD)[9] – lecąca ze Stuttgartu do Lipska na Targi rozbiła się lądując w gęstej mgle. Zginęło 23 spośród 29 pasażerów oraz trzy stewardesy. Jedna osoba zmarła później z powodu odniesionych obrażeń.
- 26 marca 1979, samolot Ił-18D (DM-STL)[10][10] – rozbił się tuż po starcie w Luanda (Angola). Przyczyną wypadku była utrata mocy w jednej z turbin. Przeładowana maszyna nie zdołała unieść się w powietrze i rozbiła się tuż za pasem startowym. Kilkakrotne wybuchy i ogień całkowicie ją zniszczyły. Zginęło dziesięć osób – wszyscy znajdujący się na pokładzie.
- 17 czerwca 1989, samolot Ił-62 (DDR-SEW)[11] – podczas startu z lotniska Berlin Schönefeld przejechał poza pas startowy, rozbił się i spłonął. Przyczyną wypadku był zablokowany ster wysokości. Zginęło 21 spośród 105 pasażerów znajdujących się na pokładzie.

## Likwidacja
Tuż po zjednoczeniu Niemiec, Lufthansa zamierzała przejąć linie Interflug, jednak do przejęcia nie doszło ze względu na przepisy antymonopolowe. Kooperacją zainteresowane były również linie British Airways, jednakże ostatecznie zdecydowano się na likwidację spółki. Ostatni lot odbył się 30 kwietnia 1991 na trasie Berlin–Wiedeń. Samoloty Airbus A310 przejął rząd niemiecki – dwa z nich były maszynami służbowymi kanclerza, a samoloty produkcji radzieckiej po części sprzedano, po części zezłomowano. Ostatnie samoloty należące do linii zezłomowano w 2016 roku.